# Ossuccio
Ossuccio (Ossusc in dialetto comasco, AFI: [uˈsyʃ], Ausacium o Ausucium in latino) è un municipio di 973 abitanti del comune italiano di Tremezzina della provincia di Como in Lombardia. Sino al 3 febbraio 2014 costituiva un comune autonomo.

## Origini del nome
Il toponimo deriva dalla popolazione degli Ausuciates, tribù pagana che venerava le cosiddette ausucciacie come proprie divinità locali.

## Geografia fisica
Ossuccio si affaccia sulla cosiddetta Zoca de l'Oli, un golfo del Lago di Como così denominato per via della notevole tranquillità delle sue acque, appunto "lisce come l'olio". È questa una zona che gode di clima talmente mite da favorire la fioritura di essenze mediterranee. Lo stesso golfo è anche noto con l'espressione "Golfo di Diana", coniata dal cardinale Angelo Maria Durini.

## Storia
Ossuccio è una località antichissima la cui storia si fonde con quella dell'Isola Comacina. Abitata sicuramente sin dall'Età del Bronzo, e luogo di transito per i valichi alpini (Septimer in val Bregaglia e Spluga) fin da epoche anche più remote, presenta una necropoli dell'Età del Ferro con tombe risalenti al III secolo a.C., di epoca cioè insubrica, rinvenute nel 1907. Fonti romane attestano che a quell'epoca Ossuccio apparteneva al potente clan celtico degli Auxucii (pron.: ossuci), federato agli Insubri, menzionato in una lapide romana del II-III secolo conservata nella chiesa dei SS. Agata e Sisinio. L'etimologia di Ossuccio deriva proprio da questa antica tribù. 
Successivamente alla conquista romana (196 a.C.), divenne un pagus iscritto come Ausucium, secondo la traslitterazione latina, e gli abitanti Ausuciates. Conferma di ciò si ritrova nella già citata iscrizione rinvenuta nella chiesa dei Santi Sisinnio e Agata.
L'isola Comacina, sede di un importante pieve durante i primi secoli del cristianesimo, fu fortificata dai Bizantini, successivamente sconfitti dai Longobardi di Autari (588) che ebbero il privilegio di assegnare il nome al paese.
Nei secoli seguenti, il fatto di essere divenuta il rifugio più sicuro di re e duchi con le loro corti e tesori, le valse l'appellativo di Crisopoli, città dell'oro.
Durante la guerra decennale parteggiò per Milano ma concorse con la propria flotta alla sconfitta della città, che nel 1169 si prese la rivincita, occupando violentemente l'isola e costringendo gli abitanti a disperdersi sulle coste prospicienti: la chiesa plebana fu ricostruita in località Balbiano (da allora ribattezzata "Isola"), mentre gli abitanti si trasferirono a Varenna, che divenne così noto come Insula Nova.

Territorio dell'ex comune di Ossuccio all'interno della provincia di Como

Il nome di Ossuccio è spesso menzionato nelle guerre pressoché costanti tra Guelfi e Ghibellini, tra Como e Milano, tra i Comuni e l'Impero che dilaniarono quasi tutta l'Italia settentrionale tra i secoli XII e XV. Oltre all'occupazione dell'Isola Comacina da parte dei Milanesi sopra detta, nel 1348 tutto il territorio del lago fu flagellato dalla Peste nera (descritta da Boccaccio e Petrarca) e lo storico Cesare Cantù riporta che a Ossuccio, su 50 famiglie (allora si chiamavano fuochi) ne sopravvissero solo 5. Nel 1416, Lotario Rusca, signore di Como, attaccò il borgo di Ossuccio che parteggiava per Milano e lo incendiò.
Seguì la dominazione del Ducato di Milano sotto i Visconti prima e gli Sforza poi; quindi, nel 1559, tutta la Lombardia occidentale cadde sotto il dominio spagnolo, rimanendovi sino al 1714, quando passò all'Impero austriaco. Da allora Ossuccio seguì le vicende storiche del resto della regione. Dal 21 gennaio 2014 è parte del nuovo comune, di cui è l’unica frazione a non avere precedenti legami storici con le altre tre.

### Simboli
Il gonfalone era un drappo partito di bianco e di rosso.
Lo stemma e il gonfalone del comune di Ossuccio erano stati concessi con decreto del presidente della Repubblica del 2 agosto 1955, poi modificato con D.P.R. del 21 marzo 1997 con cui la scritta Ausacium viene sostituita con Ausucium, corrispondente allo storico nome di Ossuccio.
L'immagine della fiamma ricorda le vicende storiche del paese, ripetutamente distrutto da incendi e saccheggi compiuti da barbari invasori e comandanti la piazza di Como.

## Monumenti e luoghi d'interesse

### Architetture religiose

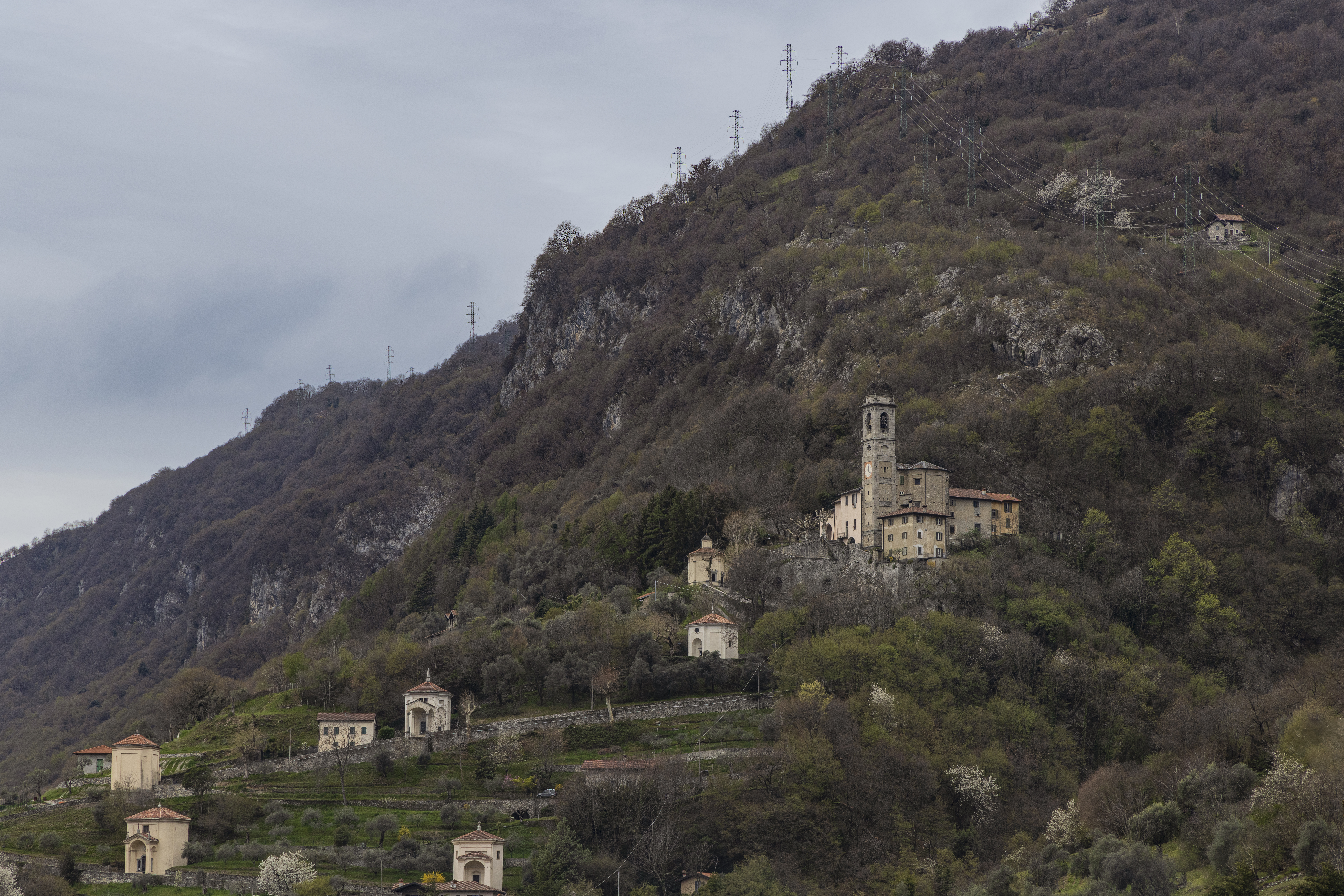
La parte più alta del Sacro Monte di Ossuccio.

#### Santuario della Beata Vergine del Soccorso e Sacro Monte

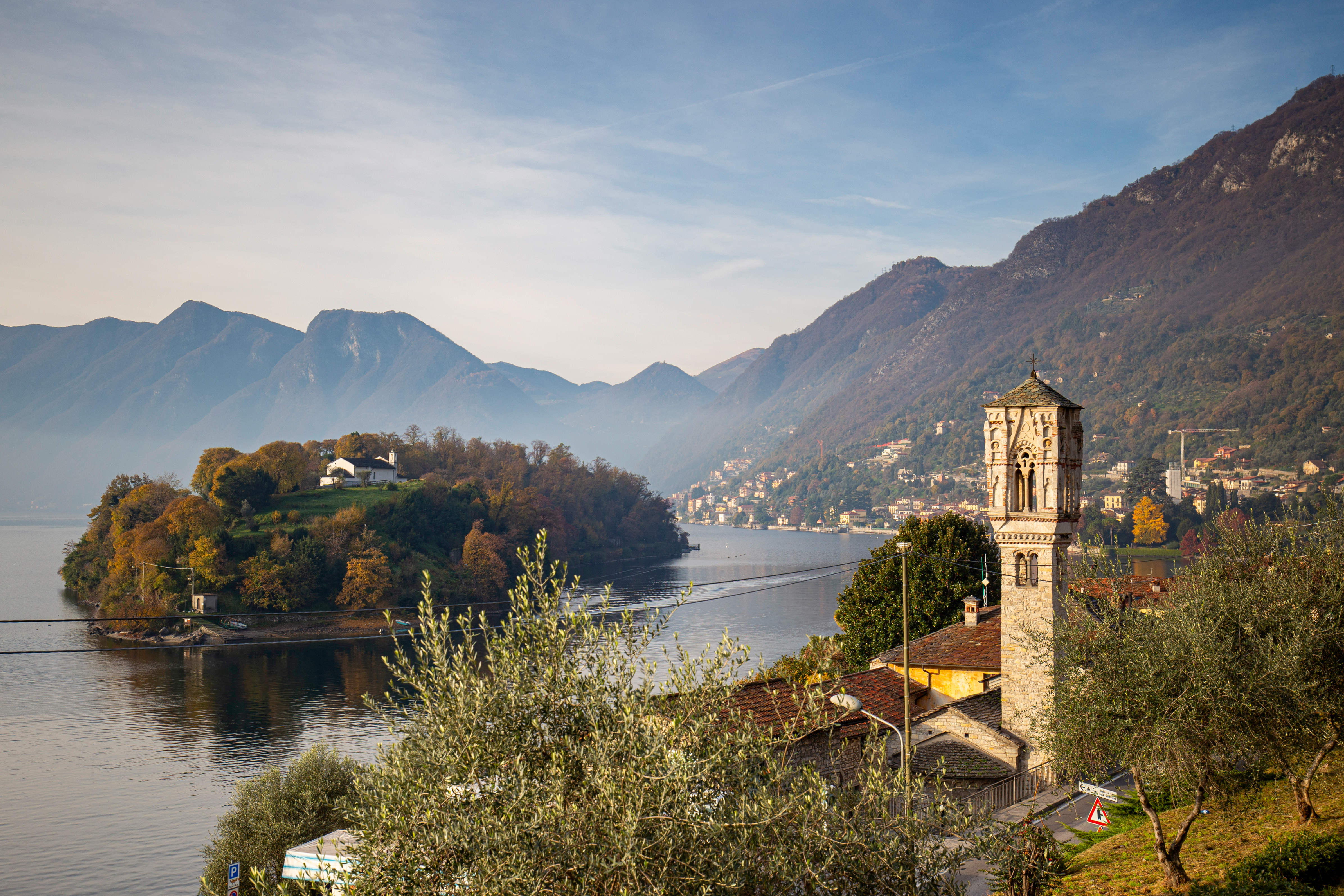
Località Ospedaletto. Sullo sfondo, l'Isola Comacina.

Nel 2003 il Sacro Monte di Ossuccio, insieme ad altri otto Sacri Monti del Piemonte e della Lombardia, è stato inserito dall'UNESCO nella Lista del Patrimonio Mondiale. Posto sul lato occidentale del Lago di Como, il Sacro Monte di Ossuccio ha un notevole valore paesistico. Le cappelle rappresentanti i Misteri del Rosario, furono realizzate fra il 1635 ed il 1710 lungo il percorso ascensionale che conduce al Santuario della Beata Vergine del Soccorso.

#### Chiesa di Santa Maria Maddalena
Architettura romanica del XII secolo, la chiesa di Santa Maria Maddalena è celebre per il singolare campanile che presenta una "guglia" tardotrecentesca in cotto, di stile gotico, avente funzione di cella campanaria, edificata sopra il vecchio campanile romanico in pietra. A sua volta, la guglia è ornata da elementi a pinnacolo, figure antropomorfe e, in cima, un registro di archetti pensili. Attestata dal 1169, la chiesa fu costruita in località Ospedaletto, laddove già si trovava un hospitale. 

#### Oratorio di San Giacomo
Conosciuto anche come oratorio dei Santi Giacomo e Filippo, l'oratorio romanico di San Giacomo, a Spurano, risale al XI- XII secolo. La più antica attestazione storica dell'esistenza dell'edificio religioso è costituita da un documento datato 1169, quando l'oratorio risultava già appartenere alla pieve d'Isola.

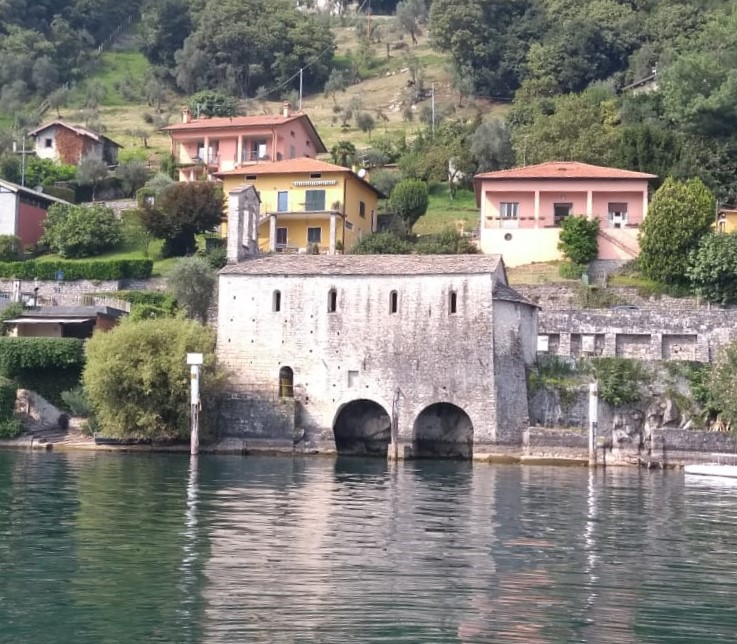
L'oratorio di San Giacomo.

Impostato su una pianta rettangolare, l'edificio ha le proprie fondamenta in parte su uno sperone di roccia e in parte annegate nel lago: la porzione meridionale dell'oratorio è infatti impostata su due archi che si basano su fondamenta situate al di sotto del livello dell'acqua.
Esternamente, l'edificio si presenta con una facciata tripartita a salienti, nella quale si aprono una finestra a croce e due ad oculo. Le quattro monofore del lato sud sono invece a doppia strombatura. Sopra alla facciata si erge un campanile a vela, costruito posteriormente rispetto alla datazione della chiesa (si parla dei secoli XIII-XIV). Il retro termina con un'abside semicircolare, decorata da archi scanditi da colonnine sovrapposte a lesene.
Al suo interno, a navata unica, l'oratorio conserva cicli di affreschi realizzati fra i secoli XI e XV. Tra di essi, resti di affreschi romanici, raffiguranti, sulla parete destra, un San Cristoforo e una santa ignota, mentre sulla parete sinistra si trovano alcune scene bibliche tratte sia dal nuovo sia dall'antico testamento. La navata presenta una copertura a capanna in legno, mentre l'area del coro presenta una volta a crociera. La parete destra del presbiterio ospita un'ancona in legno a tema mariano.

#### Chiesa dei Santi Sisinnio e Agata
Il centro storico di Ossuccio ospita la chiesa dei Santi Sisinnio e Anna, nata sulla base di un sacello paleocristiano. La chiesa, in origine in stile romanico, fu oggetto di numerosi rimaneggiamenti nel corso dei secoli.
Nota anche come chiesa di Sant'Agata, internamente conserva un'ara romana del II--III secolo in marmo di Musso. L'ara riporta un'iscrizione in cui vengono menzionati sia l'antico toponimo di Ossuccio, sia il nome della tribù pagana che viveva in loco, sia le divinità pagane locali venerate da tale tribù.
La chiesa ospita inoltre un'acquasantiera romanica scolpita e resti di affreschi databili tra i secoli XIV e XV. Uno degli affreschi riporta una Crocifissione in cui l'aureola di Gesù racchiude una porzione di croce nella quale sono raffigurate una serie di torri merlate. 

#### Abbazia di San Benedetto in Val Perlana
L'antica chiesa romanica di San Benedetto al monte Oltirone, più comunemente conosciuta come Abbazia di San Benedetto, è un ex-monastero benedettino situato in mezzo ai boschi della Val Perlana, a circa 800 metri di altitudine.

#### Parrocchiale di Sant'Eufemia
La chiesa di Sant'Eufemia fu costruita in stile romanico dai profughi scampati dalla distruzione dell'Isola Comacina del 1169 e approdati in località Balbiano, che da quel momento venne chiamata Isola. Dal 1178 adempì ufficialmente le funzioni di chiesa matrice della pieve d'Isola. La dedicazione a Sant'Eufemia deriva proprio dall'omonima basilica isolana, dalla quale proviene anche la lapide della tomba del vescovo Agrippino. È probabile che la chiesa sia un rimaneggiamento della chiesa di San Salvatore, già esistente al tempo della devastazione e attestata almeno fino al 1195. Al 1326 risale invece la costruzione del coro, tuttavia modificato nel 1874 e nel 1957.
Dietro la chiesa si trovava un tempo il battistero di San Giovanni Battista, poi incorporato in un'abitazione privata.
All'interno, oltre a resti di intonaco del periodo romanico, si conservano un'acquasantiera di età rinascimentale e un Crocefisso del XVI secolo. Le cappelle laterali, tra le quali spicca quella dedicata a san Carlo Borromeo, furono ornate nel XVII secolo.

### Architetture militari
- Torre del Soccorso,[36] edificata tra i secoli XII e XIII[37] con funzioni di presidio e, all'occorrenza, di blocco del passaggio.[38]

### Architetture civili
- Villa del Balbiano
- Villa Leoni (1938-1944),[39] progettata in stile razionalista da Pietro Lingeri,[40] che per rispettare le misure autarchiche imposte dal regime fascista dovette ricorrere all'utilizzo di materiali locali quali pietra di Musso, sasso di Moltrasio, e pietre della Valmalenco.[41]
- Ex Hospitalis di Stabio, complesso che oltre alla chiesa di Santa Maria Maddalena comprendeva un ospedale medievale gestito per secoli dalla famiglia Giovio, la cui dimora servì da sede municipale dal 1989 al 2014.[42]
- Villa Della Torre (XVII secolo)[43]
- Villa Saibene, in stile barocco[44]

## Società

### Evoluzione demografica
Abitanti censiti

### Istituzioni, enti e associazioni
- Associazione Culturale “Isola Comacina”
- Associazione S. Benedetto
- Associazione Sportiva La Soccorsina
- Coro Pieve d'Isola
- Gruppo Alpini
- ProLoco di Ossuccio

## Cultura

### Musei
Nel complesso dell'antico Hospitalis di Stabio si trova il cosiddetto Antiquarium, all'interno del quale si conserva una collezione di reperti archeologici trovati sull'Isola Comacina.

## Geografia antropica
Le località che compongono il municipio sono: Spurano, Carate, Garzola, Soccorso, Ospedaletto (Stabio fino al 1810), Isola (l'antica Balbiano, sulla terraferma), Le Grane e Mulina (l'antica Perlana), l'Isola Comacina (chiamata dai locali "Castell" o "San Giovanni").

## Galleria d'immagini

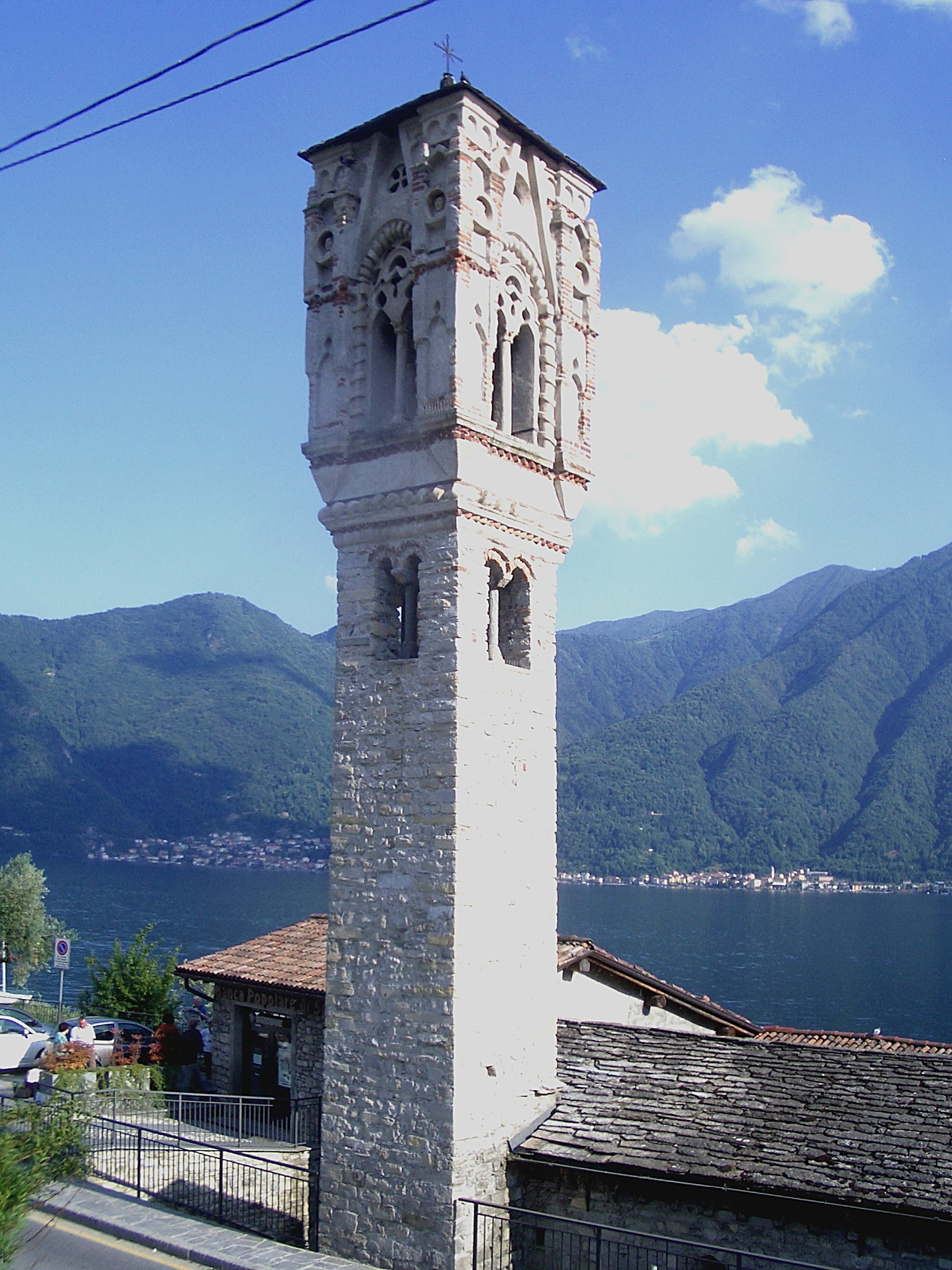
Il campanile della chiesa di S. Maria Maddalena
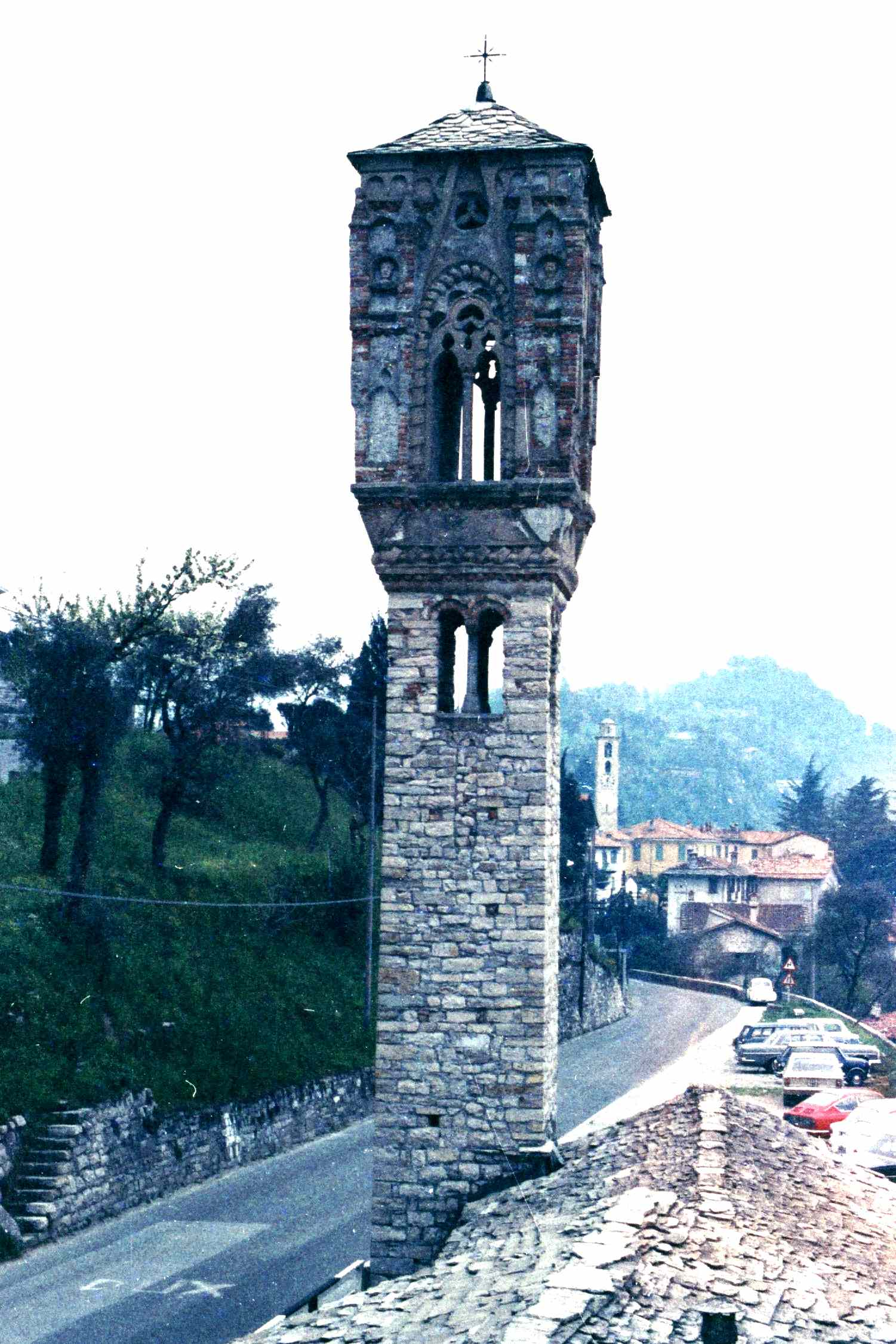
Altra immagine del campanile
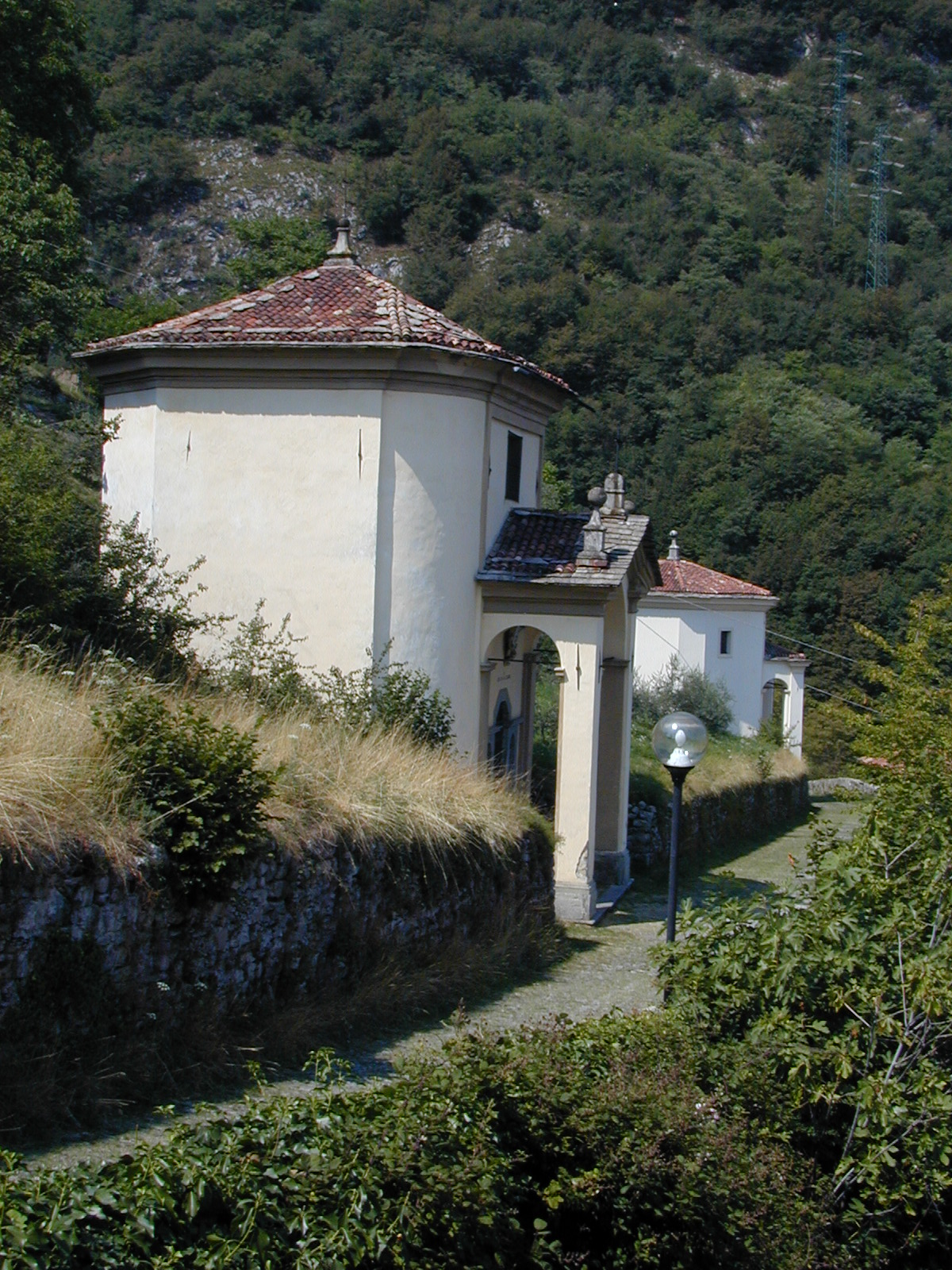
Sacro Monte di Ossuccio La Via delle Cappelle
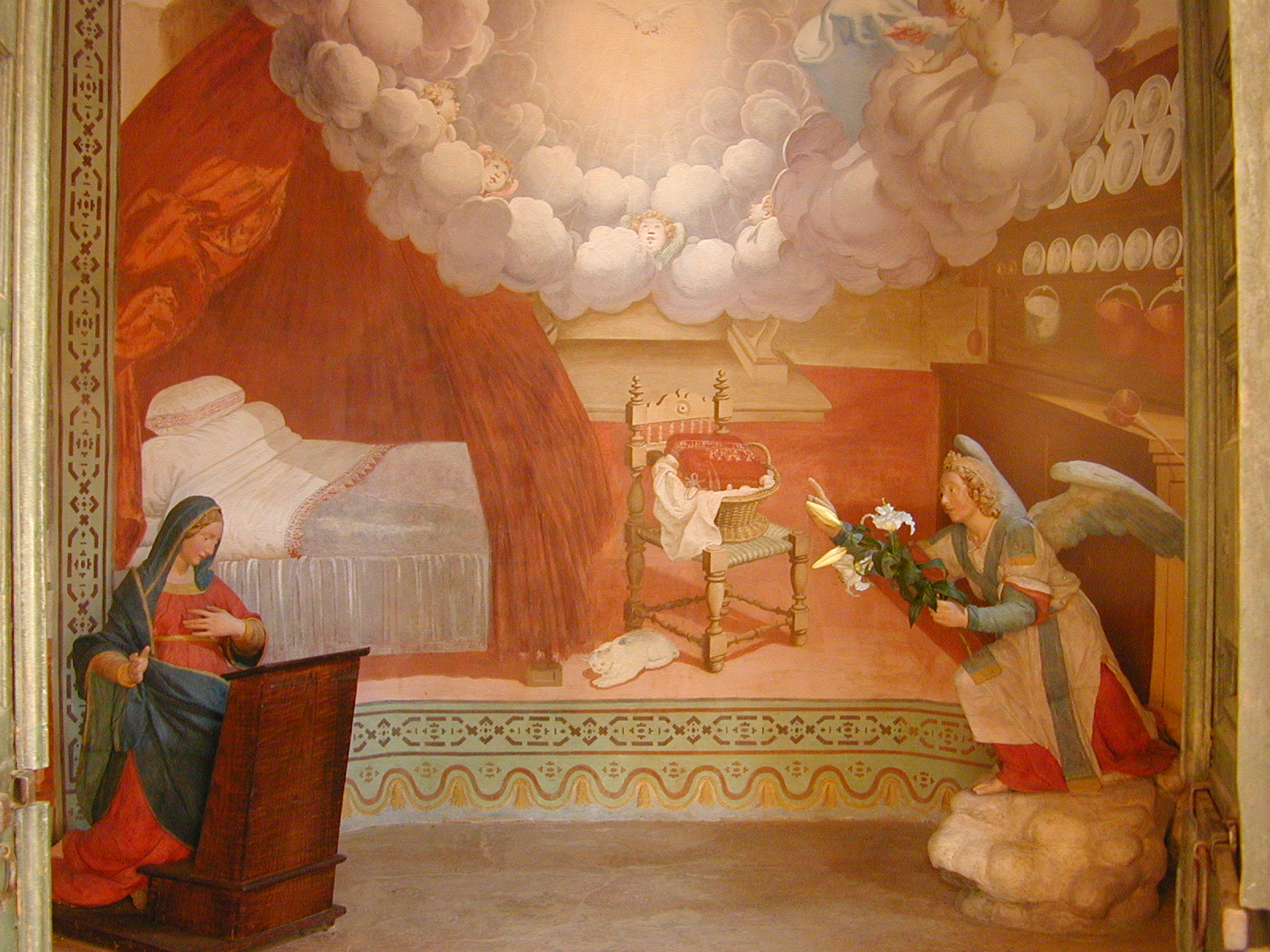
Sacro Monte di Ossuccio Cappella I, L'Annunciazione
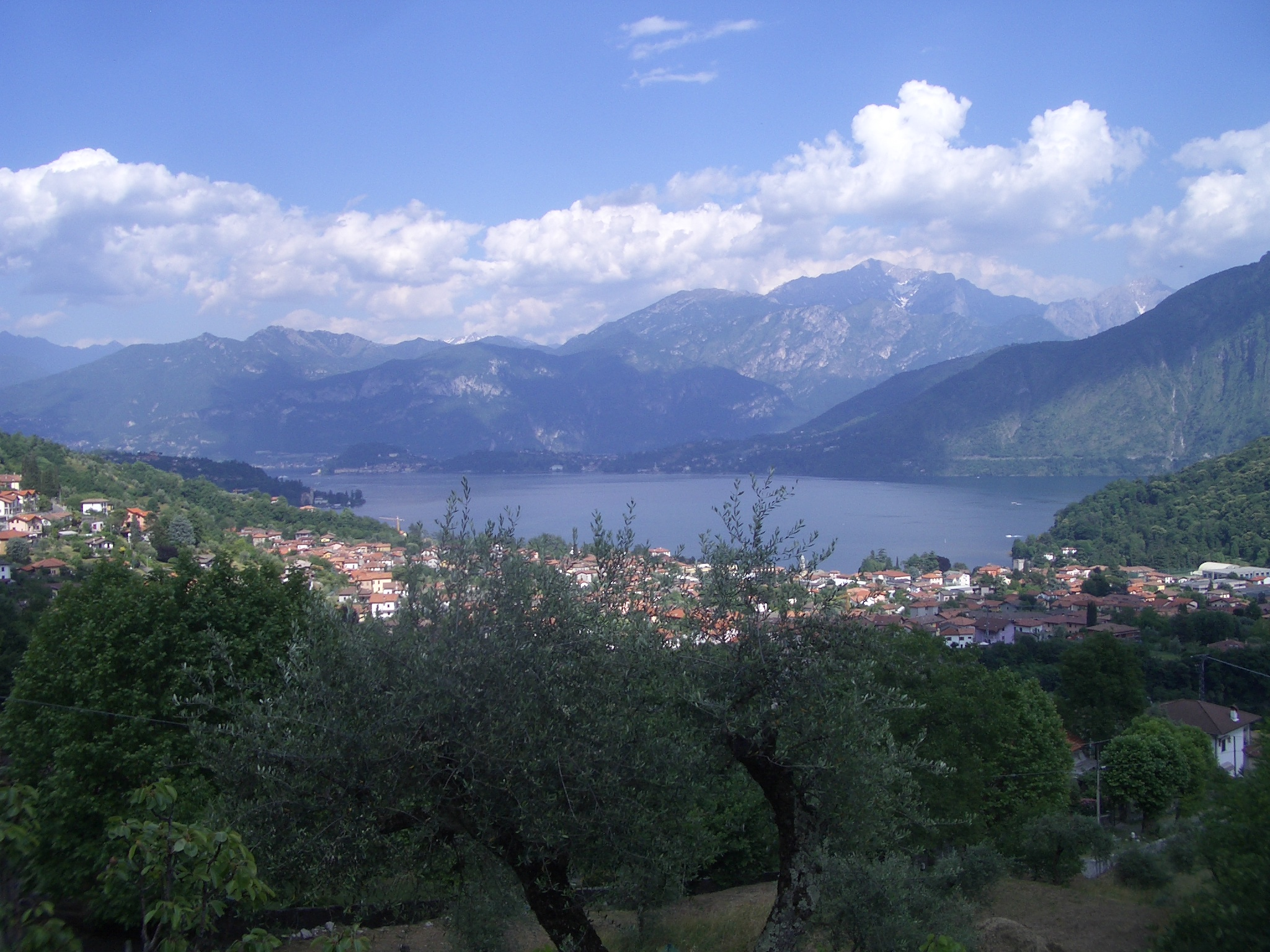
Il paese visto dal Sacro Monte